# Schienenverkehr in Großbritannien

Schienennetz Großbritanniens

Das Eisenbahnnetz in Großbritannien ist das älteste der Welt und umfasst auf der Insel Großbritannien insgesamt 15.849 km Normalspurstrecken (1435 mm), wovon 6130 km elektrifiziert sind. Nach der Eröffnung der ersten Strecke mit Personenverkehr im Jahr 1825 entstanden hunderte von Eisenbahngesellschaften, siehe Liste. Diese wurden 1923 aufgrund des Railways Act 1921 zu den vier großen Gesellschaften London, Midland and Scottish Railway (LMS), Great Western Railway (GWR), London and North Eastern Railway (LNER) und Southern Railway (SR) zusammenschlossen. 1948 erfolgte die Verstaatlichung der Eisenbahnen, die in die British Railways überführt wurden. Anschließend wurde das Streckennetz durch die Beeching-Cuts auf weniger als die Hälfte geschrumpft. Ab 1965 nannte sich die Staatsbahn British Rail. Zwischen 1994 und 1997 wurde die Staatsbahn schrittweise privatisiert.
Die Bahninfrastruktur, zu der insbesondere Gleise, Bahnhöfe, Betriebswerkstätten und Signalanlagen gehören, befindet sich im Besitz der nicht-gewinnorientierten Gesellschaft Network Rail. Der Personenverkehr wird von zahlreichen Bahngesellschaften durchgeführt, die nach dem Franchising-Prinzip bestimmte, von der Regierung festgelegte Leistungen erbringen und im Gegenzug finanzielle Unterstützung erhalten. Im Gegensatz dazu ist der Güterverkehr vollständig privatisiert, wobei die Betreiber keine staatlichen Zuwendungen erhalten.

## Geschichte
Das britische Eisenbahnnetz entstand aus zahlreichen lokalen Bahnstrecken, die von hunderten kleinen privaten Bahngesellschaften errichtet wurden. Die weltweit erste Bahnstrecke mit Personenverkehr war die 1825 eröffnete Stockton and Darlington Railway, die 1830 eröffnete Liverpool and Manchester Railway war die erste Eisenbahnstrecke, die zwei Großstädte miteinander verband.
Im Verlaufe des 19. und des frühen 20. Jahrhunderts fusionierten diese Gesellschaften miteinander oder wurden von Konkurrenten aufgekauft, bis nur noch einige wenige große Gesellschaften übrig blieben. Während des Ersten Weltkriegs übernahm der Staat die planerische Kontrolle über das Eisenbahnwesen, lehnte es aber vorerst ab, die Gesellschaften zu verstaatlichen. Stattdessen wurden fast alle noch bestehenden Gesellschaften am 1. Januar 1923 zu den vier großen Unternehmen, genannt The Big Four ‚die großen Vier‘ zusammengefasst: Great Western Railway (GWR), London and North Eastern Railway (LNER), London, Midland and Scottish Railway (LMS) und Southern Railway (SR). Einige Eisenbahnstrecken wurden von zwei Gesellschaften gemeinsam betrieben.
Während des Zweiten Weltkriegs legten die vier Gesellschaften ihre Verwaltung zusammen, um Kosten zu sparen, so dass es eigentlich nur noch ein einziges Bahnunternehmen gab. 1945 beschloss das erste Kabinett von Premierminister Attlee aus praktischen und ideologischen Gründen die Big Four zu verstaatlichen. Am 1. Januar 1948 wurden die British Railways gegründet, die ab 1965 den Namen British Rail trug. Mitte der 1950er Jahre begann der langsame, aber stetige Rückgang des Verkehrs auf den britischen Eisenbahnen, da sich dieser zunehmend auf die Straße verlagerte.
Unter der Leitung von Richard Beeching wurde das britische Eisenbahnwesen grundlegend neu organisiert. Die sogenannte „Beeching-Axt“ traf in den 1960er und frühen 1970er Jahren rund die Hälfte aller Strecken, deren Betrieb eingestellt wurde. Es waren hauptsächlich schwach ausgelastete Nebenstrecken. Weitergehende Pläne Beechings, den Eisenbahnverkehr auf wenige Hauptstrecken zu beschränken, wurden jedoch nicht umgesetzt. In den 1980er Jahren wurde British Rail erneut umfassend reorganisiert; anstelle der geographisch definierten Betriebsregionen traten nun nach Art des Verkehrs organisierte Betriebssektoren.
1994 und 1995 wurde British Rail in verschiedene Gesellschaften aufgeteilt, darunter Infrastruktur-, Wartungs-, Rollmaterial-, Personenverkehrs- und Güterverkehrsgesellschaften, die zwischen 1996 und 1997 privatisiert wurden. Die gesamten Bahnanlagen gingen in die Zuständigkeit von Railtrack über, während der Personenverkehr an regionale Franchisegesellschaft abgegeben wurde und der Güterverkehr vollständig von privaten Gesellschaften übernommen wurde.
Die Privatisierung erwies sich teilweise als erfolgreich, da die Passagierzahlen in der Folge stark anstiegen und heute über dem Niveau der späten 1950er Jahre liegen. Allerdings kam es auch zu erheblichen Preiserhöhungen, die mittlerweile über dem Niveau anderer europäischer Länder wie Deutschland, Spanien oder Frankreich liegen. Der Anstieg der Passagierzahlen entspricht einem weltweiten Trend, der auch in anderen Ländern mit staatlichen Eisenbahngesellschaften zu beobachten ist.
Mehrere schwere Unfällen führten zu einem erheblichen Imageverlust der britischen Eisenbahnen. Am 17. Oktober 2000 kamen bei einem Unfall in Hatfield, Hertfordshire vier Menschen ums Leben und 70 wurden verletzt. In der Folge wurden mehr als 1200 Langsamfahrstellen im gesamten Streckennetz eingerichtet. Railtrack, die aus Kostensenkungsgründen nur spärlich in die Sanierung des Schienennetzes investiert hatte, sah sich gezwungen, ein kostspieliges Gleiserneuerungsprogramm durchzuführen, das letztlich zur Insolvenz des Unternehmens führte. Im Oktober 2002 trat an seine Stelle das nicht-gewinnorientierte Unternehmen Network Rail.
Auch heute werden im britischen Schienenverkehr noch einige imperiale Einheiten verwendet.

## Strecken
Fünf von London aus radial verlaufende Hauptstrecken bilden das Rückgrat des britischen Schienennetzes: die West Coast Main Line (WCML), die East Coast Main Line (ECML), die Midland Main Line (MML), die Great Western Main Line (GWML) und die Great Eastern Main Line (GEML). Die wichtigste Querverbindung ist die Cross-Country Route von York nach Bristol. Diese Hauptstrecken werden durch zahlreiche Regionallinien und dichte Vorortnetze in den Ballungszentren ergänzt.
Die High Speed 1 ist die bisher einzige Schnellfahrstrecke und war nach fast 100 Jahren die erste Neubaustrecke überhaupt. Sie verbindet London mit dem Eurotunnel und ist, abgesehen von einigen Übergangsstellen, betrieblich vom übrigen Schienennetz getrennt. Die Strecke wurde nach den gleichen technischen Anforderungen wie das TGV-Netz in Frankreich gebaut.

## Betrieb

### Personenverkehr

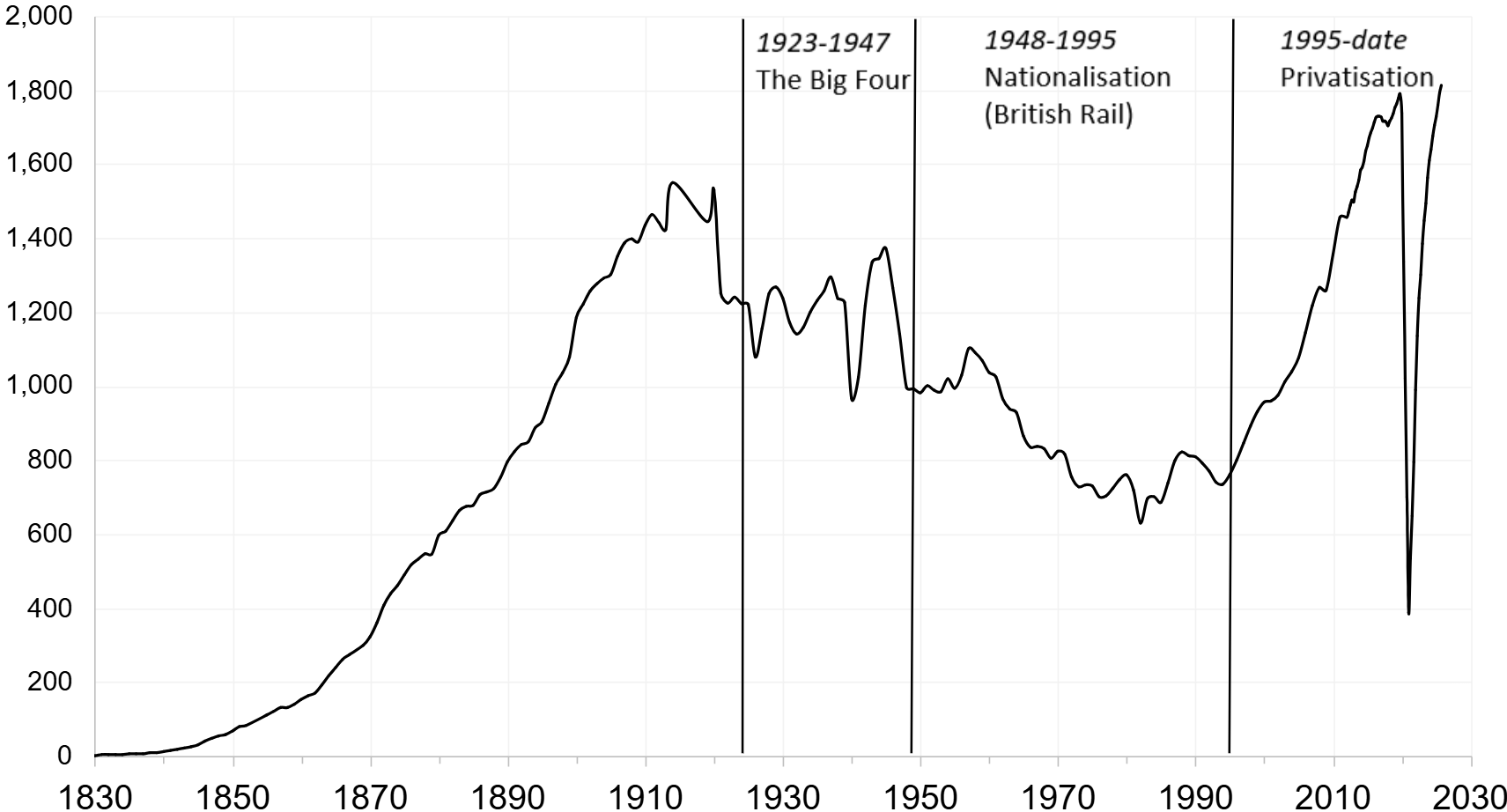
Zugreisende in Großbritannien von 1829 bis 2019, unterteilt in die Anfangszeit der Einzelgesellschaften, die Vereinigung dieser zu den Big Four, die Zeit der staatlichen Eisenbahn British Rail und die der Privatisierung von heute.

Der Personenverkehr ist auf der Basis von regionalen Franchisen strukturiert, die vom Verkehrsministerium an privatwirtschaftliche Bahnbetriebsgesellschaften vergeben werden. Abweichungen bestehen bei Merseyrail, wo das Franchise von Merseyside Passenger Transport Executive vergeben wird sowie bei ScotRail, wo das Verkehrsministerium nach den Vorgaben der schottischen Regierung handelt. Ursprünglich gab es 25 Franchisen, doch die Anzahl der Bahnbetriebsgesellschaften ist geringer, da einige Unternehmen – darunter First Group, National Express Group und Stagecoach Group – im Besitz mehrerer Franchisen sind. Darüber hinaus sind einige Franchisen kombiniert worden. Einzelne Gesellschaften operieren außerhalb des Franchising-Systems ohne staatliche Unterstützung, wie z. B. Heathrow Express und Hull Trains.
Die aus der Zerschlagung von British Rail hervorgegangenen Eisenbahnverkehrsunternehmen nehmen ihre Interessen durch die Rail Delivery Group wahr. Unter der Markenbezeichnung National Rail und dem Logo der früheren British Rail organisiert dieser Verband eine gemeinsame Tarifstruktur mit einem einheitlichen Fahrscheinangebot.
Während der COVID-19-Pandemie 2020 sank die Zahl der Fahrgäste um etwa 70 Prozent und damit auch die Ticketeinnahmen. Damit der Verkehr aufrechterhalten werden konnte, übernahm das Department for Transport das wirtschaftliche Risiko für den Betrieb, womit das Franchise-System ausgesetzt wurde. Im September 2020 wurde bekanntgegeben, das Franchise-System dauerhaft zu beenden und durch ein neues System zu ersetzen.

### Güterverkehr
Der Güterverkehr ist vollständig kommerzialisiert, die verschiedenen Betreiber erhalten keine Zuwendungen von der Regierung. Zurzeit gibt es sechs Betriebsgesellschaften, die Güterverkehr durchführen. Es sind dies DB Cargo UK, Direct Rail Services, Fastline, Freightliner, GB Railfreight und Mendip Rail.

### Rollmaterial-Leasing
Die meisten Bahngesellschaften besitzen kein eigenes Rollmaterial, sondern leihen dieses von Leasinggesellschaften. Dies trifft vor allem auf den Personenverkehr zu. Nach der Privatisierung von British Rail wurde das Rollmaterial entweder direkt an Betriebsgesellschaften (eher selten, fast ausschließlich im Güterverkehr) oder an Leasingunternehmen verkauft. Neben den drei großen Unternehmen Angel Trains (Royal Bank of Scotland RBS), HSBC Rail (HSBC) und Porterbrook (Abbey National Bank), die langfristige Vereinbarungen mit den Betriebsgesellschaften treffen, entstanden kleinere Leasinggesellschaften, die auf kurzfristiger Basis tätig sind.

## Aufsichtsbehörden
Da die britischen Eisenbahnen privatisiert sind, werden sie nicht direkt von der Regierung geführt. Allerdings unterliegen sie wirtschaftlichen und sicherheitstechnischen Bestimmungen, die von verschiedenen Regierungsstellen erlassen wurden.
2006 übernahm das Verkehrsministerium die meisten Aufgaben der mittlerweile aufgelösten Strategic Rail Authority. Die Schienenverkehrsabteilung des Ministeriums ist nun selbst verantwortlich für die Ausschreibung der Franchisen im Personenverkehr. Sobald diese vergeben sind, überwacht das Ministerium die Einhaltung der Verträge und greift bei Fehlverhalten ein. Die Franchisen legen die im Personenverkehr zu erbringenden Leistungen fest und die Qualitätsbestimmungen, welche die Betriebsgesellschaften erfüllen müssen (z. B. Sauberkeit, Ausstattung und Öffnungszeiten der Bahnhöfe, Pünktlichkeit und Zuverlässigkeit der Züge). Bei einigen Franchisen erhalten die Betriebsgesellschaften Subventionen.
Die zweite Aufsichtsbehörde ist das Office of Rail Regulation, welche die wirtschaftlichen und sicherheitstechnischen Belange überwacht. Das Rail Safety and Standards Board koordiniert die Bemühungen der einzelnen beteiligten Gruppen, die Sicherheit im Eisenbahnwesen zu verbessern.

## Struktur des Eisenbahnwesens

### Aufsichtsbehörden
- Health and Safety Executive
- Office of Rail Regulation
- Department for Transport (Verkehrsministerium)
- Benannte Stellen

### Schienennetzinfrastruktur
- Railtrack (1996–2002)
- Network Rail (seit 2002)

### Sonstige nationale Organisationen
- Associated Society of Locomotive Engineers and Firemen
- Institution of Railway Operators
- National Union of Rail, Maritime and Transport Workers
- Rail Delivery Group
- Rail Freight Group
- Rail Passengers Council and Committees
- Rail Safety and Standards Board
- The Railway Forum
- Railway Mission
- Railway Study Association
- Transport Salaried Staffs' Association

### Regionale Organisationen
- Centro (West Midlands Passenger Transport Executive)
- GMPTE (Greater Manchester Passenger Transport Executive)
- Merseytravel (Merseyside Passenger Transport Executive)
- Metro (West Yorkshire Passenger Transport Executive)
- Nexus (Tyne and Wear Passenger Transport Executive)
- Travel South Yorkshire (South Yorkshire Passenger Transport Executive)
- Strathclyde Passenger Transport
- Transport for London